# Liêu Mục Tông
Liêu Mục Tông (chữ Hán: 遼穆宗; 19 tháng 9 năm 931 - 12 tháng 3 năm 969), là vị hoàng đế thứ tư của nhà Liêu, cai trị từ năm 951 đến năm 969. Ông có tên húy là Gia Luật Cảnh. Ông là con của hoàng đế Thái Tông, cháu gọi Gia Luật Bội bằng bác ruột và lên nối ngôi sau khi người anh họ là hoàng đế Thế Tông bị ám sát vào năm 951.

## Những cuộc nổi loạn trong triều Mục Tông
Trong triều đại Mục Tông, cả gia tộc Gia Luật của ông và gia tộc phối ngẫu Tiêu đều chống lại ông. Ông sa thải nhiều vị Thượng thư dưới triều hoàng đế Thế Tông và thanh trừng những ai chống đối lại ông. Tuy sử dụng vũ lực và sự đàn áp tàn bạo nhưng cuối cùng ông cũng đã ổn định được tình thế và giành được thẩm quyền cho ngai vàng của mình.
Tháng 6 năm 952, chú của ông gửi một bức thư cho triều đình nhà Hậu Chu, nói rằng: "Hoàng đế nhà Liêu là một người say rượu và tính tình nhu nhược." Sau đó, Mục Tông bắt được bức thư của người chú. Sau đó, anh trai hoàng đế Thế Tông là Gia Luật Loguo đã nổi loạn chống lại ông. Ông đàn áp được cuộc nổi dậy này và giết chết Gia Luật Loguo. Năm 953, đến lượt người em và các đại thần trong triều của Mục Tông có âm mưu nổi loạn. Ông đã kịp thời phát hiện ra âm mưu này và ngăn chặn được nó. Sau đó, ông giết hết những viên đại thần có âm mưu nổi loạn và giam cầm người em thay vì giết chết. Đến năm 959, ông lại phá được một âm mưu phản loạn và tha cho người anh em đã chủ mưu trong việc này.

## Quan hệ với Trung Nguyên, Mãn Châu và bán đảo Triều Tiên
Vương quốc của người Bột Hải là Định An Quốc (đời vua Liệt Vạn Hoa) được ghi chép là đã tranh thủ sự giúp đỡ của các bộ lạc lân cận với hi vọng lật đổ nhà Liêu (đời vua Liêu Mục Tông), song đã thất bại.
Triều đại nhà Hậu Chu ở Trung Nguyên đã lợi dụng sự bất ổn trong triều đình Mục Tông để tấn công vùng phía bắc đã thuộc ảnh hưởng của đế quốc Khiết Đan từ đầu thế kỉ X. Tuy nhiên, nước Bắc Hán vẫn còn nằm dưới sự bảo hộ của nhà Liêu đã duy trì được sự độc lập của mình trước cuộc chinh phục của nhà Hậu Chu.
Sau đó, năm 958, nhà Hậu Chu đã tấn công nhà Liêu để giành lại Mười sáu châu đã bị Hậu Tấn Cao Tổ Thạch Kính Đường nhường cho nhà Liêu khi trước. Hoàng đế Mục Tông dẫn một đội quân đông đảo tới khu vực là Bắc Kinh ngày nay. Nhưng cuộc đối đầu quân sự đã bị ngăn chặn bởi cái chết của hoàng đế Hậu Chu Thế Tông vào đầu năm 959. Mục Tông dẫn quân trở về nước sau đó.
Theo Cao Ly sử, khoảng năm 959, người Nữ Chân (hậu duệ của vương quốc Bột Hải và người Mạt Hạt) vượt sông Áp Lục đến cư ngụ ở khu vực núi Bạch Đầu thuộc dãy núi Trường Bạch của Định An Quốc (đời vua Liệt Vạn Hoa).
Giữa thời cai trị của Mục Tông, nhà Tống đã thay thế triều đại cuối cùng của thời Ngũ Đại Thập Quốc là nhà Hậu Chu. Sau khi nhà Tống thay thế nhà Hậu Chu, nhà Tống và nhà Liêu đã có thời gian hòa bình. Tuy nhiên vẫn còn hai vấn đề tranh chấp là Mười sáu châu phía Bắc và nhà nước Bắc Hán thuộc sự bảo hộ của nhà Liêu. Nhưng trong triều đại Mục Tông, vấn đề này được giải quyết và hai nước Tống (đời vua Tống Thái Tổ), Liêu bắt đầu qua lại với nhau và thương mại với nhau.
Ngày 1 tháng 11 năm 960 (ngày Bính Tý tháng 10 năm Canh Thân), con của Gia Luật Lý Hồ là Gia Luật Hi Ẩn (耶律喜隱) mưu phản nên cả Gia Luật Hi Ẩn và Gia Luật Lý Hồ đều bị Mục Tông hạ lệnh bắt giam. Gia Luật Lý Hồ mất trong ngục, thọ 50 tuổi và được an táng ở núi Ngọc Phong. Gia Luật Hi Ẩn tiếp tục ở trong tù. 
Năm 962, vua Cao Ly Quang Tông của Cao Ly lập liên minh với nhà Tống (đời vua Tống Thái Tổ) ở miền trung Trung Quốc và theo đuổi chính sách bành trướng về phía bắc. Ngoài ra, quốc gia của người Bột Hải là Định An Quốc (đời vua Liệt Vạn Hoa) ở vùng giữa sông Áp Lục còn tiến hành lập liên minh với nhà Tống và Cao Ly để chống lại nhà Liêu (đời vua Liêu Mục Tông).

## Qua đời
Mục Tông cũng giống như người tiền nhiệm là hoàng đế Thế Tông, cũng là người nghiện rượu và có những thói xấu. Sự nghiện rượu đã khiến cho ông có cái biệt danh là "Hoàng đế tỉnh táo". Ông có tính khí bạo lực và hay giết người khi không có lý do. Ông cũng thích đi săn. Triều đại của ông là triều đại đen tối và hỗn loạn nhất của nhà Liêu.
Ngày 12 tháng 3 năm 969, ông đi săn ở một vùng núi. Tối hôm đó, ông cùng uống rượu với các quan chức của mình. Ông gọi các đầu bếp mang thức ăn lên nhưng không có ai trả lời. Quá tức giận, Mục Tông dọa sẽ giết tất cả các đầu bếp. Các đầu bếp của hoàng đế rất sợ hãi, bèn lẻn vào lều của hoàng đế giết chết ông. Con trai của Liêu Thế Tông là Gia Luật Hiền được tôn lên làm vua nhà Liêu vào ngày 13 tháng 3 năm 969.